# Pentaschistis ampla
Pentaschistis ampla là một loài thực vật có hoa trong họ Hòa thảo. Loài này được (Nees) McClean mô tả khoa học đầu tiên năm 1926.